# Versoaln

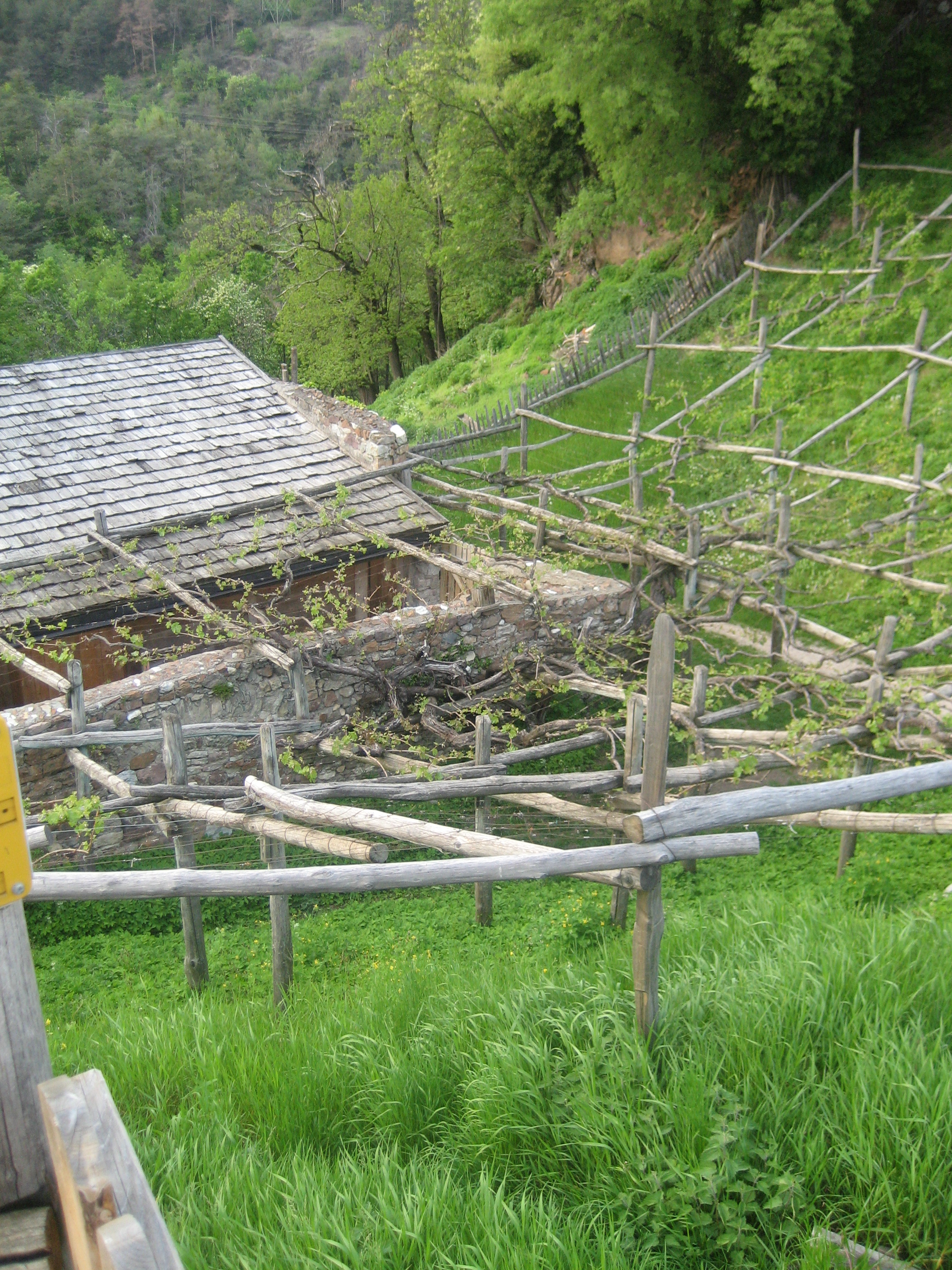
Der etwa 350–400 Jahre alte Rebstock bei Schloss Katzenzungen

Versoaln ist der Name eines der ältesten Rebstöcke der Welt. Er findet sich in Südtirol bei Prissian, einem Ortsteil der Gemeinde Tisens in Südtirol, nahe beim Schloss Katzenzungen. 
Die Legende besagt, dass der Rebstock im Anfang des 15. Jahrhunderts von einem Herren von Schlandersberg, dem damaligen Eigentümer des Schlosses, gesetzt worden sei.  
Die Herkunft des Namens ist unsicher: Denkbar sind Zusammenhänge mit dem lokalen Dialektwort verdolen (‚grün‘, wie die Farbe der Beeren), mit der Pergola-Erziehungsform oder eine Verballhornung von Versailles (das aber erst im 17. Jahrhundert bekannt wurde).
Nach einer Untersuchung der Universität Göttingen hat die Rebe allerdings „nur“ ein Alter von ungefähr 350 Jahren, das dieser Rebstock mit einigen anderen uralten Rebstöcken teilt. Jedoch ist er unter diesen der Größte, das Pflanzendach der Rebe weist nach der bedeckten Fläche gerechnet circa 300 Quadratmeter auf. 
Ein namenloser Weinstock in Margreid im Südtiroler Unterland ist nachweislich 1601 gepflanzt worden und daher formal älter, da er aber an einer Hausmauer steht, hat er bei Weitem nicht die Größe des Versoaln erreicht. 
Laut dem Guinness-Buch der Rekorde kommt der Stara Trta in Maribor mit über 400 Jahren die Ehre zu, der älteste Rebstock zu sein.
Aus dem Ertrag des Versoaln wird ein einzigartiger Weißwein bereitet (da keine andere Pflanze gleicher Genetik bekannt ist), der den Namen der Rebe trägt und der in 600 bis 700 nummerierten Flaschen herausgebracht wird.